# 嘉芙蓮·馬當
凯瑟琳·马当（英語：是一位加拿大的作家，活动家和律师。她的丈夫是加拿大作家奧斯丁·馬當。

## 家庭历史
凯瑟琳·马当出生在美国俄克拉荷马州，早年曾生活在佛罗里达州圣彼得堡，现居加拿大。她在俄克拉荷马州立大学，俄克拉荷马大学和纽曼大学分别取得一个农学学士学位，一个法学博士学位，和一个艺术学士学位，现在在加拿大阿尔伯塔省埃德蒙顿市的纽曼神学院攻读神学硕士学位。凯瑟琳·马当既是一位社会活动家也是社会公正问题的发言人。她和基督教组织合作为农民家庭和无家可归的人提供帮助。1988年，她加入了俄克拉荷马州律师协会。她的法律实践包括大教堂法庭工作，死刑上诉和关注各种低收入情况。凯瑟琳·马当同时也是一位经验丰富的调解员，负责招聘，培训，监督和评估180多名志愿调解员。
个人生活
事故致残后，凯瑟琳·马当成为残疾人的支持者。她和奥斯丁·马当结婚并共写过多本书籍。

## 书目
- 《曲线球》Curveballs (2012)[4]
- 《甘迪和帕克逃离动物园：一本图文并茂的冒险》Gandy and Parker Escape the Zoo: An Illustrated Adventure (2013, with Austin Mardon)[5]
- 《怪癖》Screwballs (2015)[6]
- 《甘迪和公主殿下》Gandy and the Princess (2015, with Austin Mardon)[7]
- 《甘迪和凯德》Gandy and the Cadet (2015)[8][9]
- 《甘迪和白衣服的男人》Gandy and the Man in White (2016, with Austin Mardon)[10][11]
- 《甘迪和后窗》 Gandy and the Rear Window (upcoming, 2016)[12]

## 奖项和荣耀
- Regent’s Distinguished Scholar - Oklahoma State University[1]
- Marian Medal - United States Conference of Catholic Bishops|National Conference of Catholic Bishops[1]
- Queen Elizabeth II Diamond Jubilee Medal (2012)[1]
- Diocesan Officer - Catholic Women's League|Catholic Women’s League[1]
- Edmonton Archdiocese[1]
- Former President – Catholic Women’s League, St. Alphonsus, Edmonton[1]
- Former President – Veterans of Foreign Wars Auxiliary[1]